# Euilly-et-Lombut
Euilly-et-Lombut es una comuna francesa situada en el departamento de Ardenas, en la región de Gran Este.

## Demografía
| 167 | 157 | 137 | 129 | 123 | 114 | 110 |
| Para los censos de 1962 a 1999 la población legal corresponde a la población sin duplicidades (Fuente: INSEE [Consultar]) |     |     |     |     |     |     |